# Anatrichus pygameus
Anatrichus pygameus är en tvåvingeart som beskrevs av Lamb 1918. Anatrichus pygameus ingår i släktet Anatrichus och familjen fritflugor. Inga underarter finns listade i Catalogue of Life.